# Scytodes hahahae
Espèce
Scytodes hahahae est une espèce d'araignées aranéomorphes de la famille des Scytodidae.

## Distribution
Cette espèce est endémique de l'État de Bahia au Brésil,. Elle se rencontre vers Porto Seguro.

## Description
Le mâle holotype mesure 1,80 mm.

## Publication originale
- Rheims & Brescovit, 2001 : Three new species of litter inhabiting spiders of the genus Scytodes Latreille from northeastern Brazil (Araneae, Scytodidae). Spixiana, vol. 24, no 2, p. 123-128.